# 유엔 의회

유엔 의회의 기

유엔 의회(영어: United Nations Parliamentary Assembly, UNPA)는 가맹국의 입법자를 유엔에 관여시키기 위한, 그리고 최종적으로는 세계 규모의 시민에 의한 유엔 의회 의원의 직접 선거를 목표로 한, 유엔 체계를 추가·신설하는 제안·구상이다.
현재의 국가를 단위로, 그 이해에 좌우되는 의사결정이 아니고, 각국의 시민의 의사가 직접 유엔에 반영되는 것을 목적으로 해, 세계 정부의 구상에 가깝다. 유사한 현존의 제도로서는 유럽 의회의 유럽 의회 의원 제도가 가장 가깝고, 유럽 평의회의 의원 회의도 이 구상의 원형에 있다.

## 같이 보기
- 국제 의회 연맹
- 유엔 민주주의 기금
- 세계시민주의
- 초국가 조합